# Hoàng Giang (nghệ sĩ)
Hoàng Giang (21 tháng 11 năm 1922 – 3 tháng 11 năm 2003) tên khai sinh Hồ Ngọc Giang, là nam nghệ sĩ cải lương Việt Nam. Ông được biết đến với những vai kép độc trong các vở cải lương. Năm 1993, ông được Nhà nước phong tặng danh hiệu Nghệ sĩ ưu tú.

## Cuộc đời
Hoàng Giang tên thật là Hồ Ngọc Giang, sinh năm 1922 tại Tiền Giang. Năm 15 tuổi ông gia nhập gánh hát của tỉnh, rồi được các đoàn cải lương của Sài Gòn mời tham gia với vai trò kép độc.
Do chất giọng không phù hợp với vai chính diện so với những nghệ sĩ cùng thời như Út Trà Ôn, Thành Được nên ông chuyển sang đảm nhận các vai kép độc.
Hoàng Giang lập gia đình với nghệ sĩ Kim Giác, bà cũng đóng những vai kép độc, phản diện. Ông qua đời ngày 3 tháng 11 năm 2003 tại nhà riêng ở Thành phố Hồ Chí Minh, an táng tại Chùa Nghệ Sĩ, Quận Gò Vấp. Hưởng thọ 82 tuổi.